# Thyridanthrax laetus
Thyridanthrax laetus är en tvåvingeart som först beskrevs av Friedrich Hermann Loew 1860.  Thyridanthrax laetus ingår i släktet Thyridanthrax och familjen svävflugor. Inga underarter finns listade i Catalogue of Life.